# Wikrowo (Kolkiejmy)
Wikrowo – przysiółek osady Kolkiejmy w Polsce, położony w województwie warmińsko-mazurskim, w powiecie kętrzyńskim, w gminie Srokowo.
W latach 1975–1998 przysiółek należał administracyjnie do województwa olsztyńskiego.